# Памятник Янке Купале (Вязынка)
Памятник Янке Купале — памятник в д. Вязынка Молодечненского района, где родился классик белорусской литературы Янка Купала. Находится рядом с музеем Купалы на территории мемориального заповедника «Вязынка».

## История
Первоначально он был установлен в 1949 году у входа на Центральную площадь Минска. Авторы — скульптор З. И. Азгур и архитектор И. М. Руденко. В 1972 году переехал в Вязынку.

## Описание
Это бронзовый бюст поэта на черной прямоугольной основе из лабрадорита . Высота постамента 2,5 м, скульптуры 1,5 м. Композиция бюста фронтальная, скульптурные формы отличаются сдержанностью. На постаменте строки из купальской поэмы . Площадка возле памятника вымощена серой плиткой, тут же высажено 60 кустов роз как символ шестидесяти лет, прожитых поэтом.